# Eigil W. Thrane
Eigil Waldemar Thrane (9. oktober 1911 på Frederiksberg – 27. december 2002) var en dansk kontorchef i først Undervisningsministeriet og fra 1962 Kulturministeriet, Ridder af Dannebrog og et par udenlandske ordener.
Eigil Thrane blev student fra Øregård Gymnasium i 1930 og cand.jur. fra Københavns Universitet i 1936. Han blev ansat som jurist i Undervisningsministeriet 1936 og forfremmet til fuldmægtig 1945, ekspeditionssekretær 1953, fungerende kontorchef 1954, kontorchef fra 1957. Da Ministeriet for Kulturelle Anliggender blev oprettet i 1962, flyttede han hertil, og var kontorchef til pensioneringen i 1981.
Faderen Waldemar G.A. Thrane var inspektør ved Skolen for dansk Kunsthåndværk, så Eigil Thrane voksede op i et hjem med interesse for håndværk og kultur. Da sløjdskoleforstander G.F. Krog Clausen døde i oktober 1949, blev Eigil Thrane som fuldmægtig i Undervisningsministeriet konstitueret i forstanderembedet, indtil Keld Pedersen tog over i 1950, først som konstitueret og i 1953 som fast forstander for Dansk Sløjdlærerskole.
I Kulturministeriet blev arbejdsområderne museer, biblioteker, arkiver, film og biografer.
Eigil Thrane var medlem af bestyrelsen for Nordens Hus i Reykjavik 1965-1984; for Den Gamle By i Århus 1970-1985 og for Naturhistorisk Museum i Århus 1978-1985; formand for bestyrelsen for Gammel Estrup, Jyllands Herregårdsmuseum 1970-1987; medlem af styrelsen for bogværket Danmarks Kirker.
Thrane har bl.a. skrevet bidrag til 1958-udgaven af Trap Danmark om Danmarks kulturelle forhold.